# Поліщук Антон Андрійович
Анто́н Андрі́йович Поліщу́к (18 липня 1882 , Миньківці, Ізяславський повіт, Волинська губернія, Російська імперія  — невідомо ) — український радянський діяч, залізничник. Депутат Верховної Ради УРСР 1-го скликання (1940–1947).

## Біографія
Народився 18 липня 1882 року в родині селянина-бідняка в селі Миньківці, тепер Дунаєвецький район, Хмельницька область, Україна. Трудову діяльність розпочав на російській імперській залізниці, потім працював на польській залізниці.
У 1905 році брав участь у страйковому русі на російській залізниці, переслідувався царською жандармерією.
У 1918 році був членом комісії із забезпечення робітників продовольчими продуктами.
До 1922 року працював машиністом паровозного депо. У 1922 році був звільнений польською владою з роботи машиніста «як українець». Потім працював ремонтним робітником, чистив паровози.
З 1925 року — слюсар, а з кінця 1939 року — майстер паровозного депо станції Тарнополь (Тарнопільського залізничного вузла). Загалом пропрацював на залізниці 44 роки.
У жовтні 1939 року був обраний депутатом Народних Зборів Західної України.
24 березня 1940	року обраний депутатом Верховної Ради УРСР 1-го скликання по Козовському виборчому округу № 374 Тарнопільської області.
Після початку німецько-радянської війни під час евакуації був поранений, залишився на окупованій території. До 19 січня 1942 року перебував у в'язниці, потім переховувався до приходу Червоної армії.